# Gerd Siemoneit-Barum

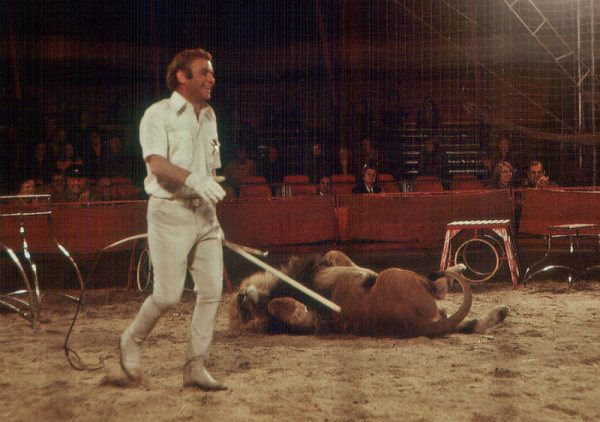
Gerd Siemoneit-Barum, 1977

Gerd Siemoneit-Barum (* 6. März 1931 als Gerhard Siemoneit in Gumbinnen; † 20. Juli 2021 in Einbeck) war ein deutscher Dompteur und Zirkusdirektor des Circus Barum.

## Leben
Nach der Flucht im Zweiten Weltkrieg landete seine Familie in Hamburg. Obwohl er in gutbürgerlichen Verhältnissen aufwuchs, reizte ihn das Zirkusleben und er schloss sich ohne Wissen der Familie im Mai 1946 dem Circus Williams an, kehrte aber im Winter zurück. 1948 konnte er eine Anstellung beim Circus Barum bekommen, erst als Requisiteur, später als Tierpfleger, danach als Jockey. 1952 stand er erstmals als Dompteur in der Manege. Seine Karriere führte zu verschiedenen Zirkussen, seit 1962 arbeitete er mit eigenen Tieren. Auf Grund seiner Bekanntheit wirkte er in Dokumentarfilmen und Fernsehserien wie Jens Claasen und seine Tiere mit. Einmal war er zu Gast bei Ed Sullivan in den USA.
1956 heiratete er die Artistin Inge Bielewski, die er beim dänischen Circus Benneweis kennengelernt hatte. 1970 kauften sie das Material des bereits 1968 eingestellten Circus Barum und gründeten ihren eigenen Circus Safari. 1971 erwarben sie nach eigenen Angaben die uneingeschränkten Rechte an dem Namen Barum. Der Name des Zirkus wurde zuerst in „Barum-Safari“ geändert, später in Circus Siemoneit-Barum, Barum wurde dem Familiennamen Siemoneit hinzugefügt. Inge Siemoneit führte administrativ die Geschäfte, während sich Gerd Siemoneit-Barum ganz auf die Dressur seiner Raubtiergruppen konzentrierte, auf Safari ging und beim Fernsehen mitwirkte. Während einer Krankheit ihres Mannes in Italien trat Inge Siemoneit mit der Löwengruppe auf. Sie starb 1974 an einer Lebererkrankung.
Siemoneit-Barum heiratete 1975 Rosalind Early, eine britische Schauspielerin, Tänzerin und Sängerin, mit der er zwei Kinder hat: Rebecca (* 1977) und Maximilian (* 1982), der mitunter als Komiker auftrat. Nach Ende 2002 trat Siemoneit-Barum nicht mehr als Dompteur auf; seine Tiere übergab er dem Serengeti-Park Hodenhagen. Sein Nachfolger war bis zum Jahresende 2006 der Engländer Alexander Lacey, der von 2007 bis 2011 im Zirkus Charles Knie engagiert war und seit 2012 im größten Zirkusunternehmen der Welt, nämlich Ringling Bros. and Barnum & Bailey Circus in den USA. Am 26. Oktober 2008 stand Siemoneit-Barum das letzte Mal als Zirkusdirektor beim Circus Barum in der Manege, es war zugleich die letzte Vorstellung des Zirkus, der nicht weitergeführt wurde.
Nachdem Siemoneit-Barum im Frühjahr 2020 einen Schlaganfall erlitten hatte, der ihn zwar körperlich beeinträchtigte, wobei er jedoch geistig fit blieb, ist er am 20. Juli 2021 im Alter von 90 Jahren in seinem Haus in Einbeck gestorben.

## Ehrungen und Auszeichnungen
- 1975 erhielt er beim Internationalen Zirkusfestival von Monte-Carlo den Silbernen Clown,
- 1976 erhielt er den Verdienstorden der Bundesrepublik Deutschland (Verdienstkreuz)
- 1998 wurde er beim Zirkusfestival von Monte-Carlo für sein Lebenswerk geehrt.

## Bibliografie
- Viel riskiert für einen Traum. Wagner, Gelnhausen 2012, ISBN 978-3-86279-508-6